# 16158 Monty
A 16158 Monty (ideiglenes jelöléssel 2000 AV50) a Naprendszer kisbolygóövében található aszteroida. Charles W. Juels fedezte fel 2000. január 5-én.